# Rejsebud
Et rejsebud var et bud, der hentede og bragte varer mellem by og opland for de lokale beboere. Stillingsbetegnelsen bruges ikke længere. 
Tilbage i tiden, var det kun meget få personer der havde bil. Samtidig arbejdede de fleste mennesker i lokalområderne og det var derfor sjældent de kom til de større købstæder. 
Der var dog visse ærinder og indkøb, som kun kunne ordnes i købstæderne og det var her rejsebudene kom til deres ret. De tog hver dag turen fra den mindre by og ind til købstaden, hvor de klarede de forskellige ærinder. Det kunne være alt fra at ordne en bankforretning for kromanden til at købe en bestemt type stof til fru Jensen. Der skulle måske hentes en reservedel til landsbyens mekaniker eller afleveres en pakke med hjemmestrikkede sokker til fru Hansens søn. 
Kort sagt – alle de ærinder vi i dag selv klarer med bilen. 
Prisen lå typisk på 25 øre pr. udført opgave – men havde rejsebuddet købt noget forkert måtte han bytte det dagen efter uden beregning. 
Mange rejsebude kom rundt i en kombination af cykel og jernbane. Før i tiden var der et utal af lokalbaner i Danmark – så typisk havde rejsebuddet en cykel i hver by. Dem transporterede han sig rundt på, når han klarede de forskellige ærinder og så tog han toget imellem byerne. 
En typisk dag kunne se sådan ud: 
Rejsebuddet tog det første tog ind til byen. Her cyklede han rundt og klarede de ærinder der nu engang skulle klares. Hen under eftermiddagen tog han toget tilbage til landsbyen og her begyndte dagens anden udbringning. Nu skulle de indkøbte varer og kvitteringer leveres til områdets beboere, samtidig med at der skulle tages imod bestillinger og varer til næste dag. Når dagen så var overstået skulle den næste dags indkøb og leveringer planlægges.
Som tiden gik, begyndte en del rejsebude at anskaffe sig varevogne og små lastbiler. Lokalområdernes virksomheder begyndte at sende – og modtage – større emner og med tiden begyndte rejsebudenes aktiviteter at minde mere og mere om fragtmændendes. Mange rejsebude organiserede sig ovenikøbet i rejsebudscentraler, så de fik mulighed for at tage gods med til andre steder end kun købstaden. Senere hen fusionerede mange rejsebudscentraler ovenikøbet med fragtcentralerne og begrebet rejsebud forsvandt stille og roligt. Dette skete også i takt med, at folk begyndte at få arbejde i købstæderne og at flere og flere anskaffede sig bil.